# Alquerc

Tauler d'alquerc amb les fitxes en la posició inicial.

L'alquerc (de l'àrab al qirkat) o marro de dotze és un joc de tauler similar a les dames que se suposa que va néixer a l'antic Egipte, i n'hi ha taulers gravats en pedres de diversos temples de la Mediterrània antiga. Arribat amb els àrabs a la península Ibèrica, en arribar a Occitània es va fusionar amb el tauler d'escacs i va donar lloc a les dames. És molt possible que també hagi donat lloc al joc malgaix fanorona.
La primera menció del joc en la literatura és de finals del segle x, quan Abu al-Faraj al-Isfahani en parla a la seva obra Kitab al-Aghani («El llibre de les cançons»). Tot i així les regles més antigues conegudes són les que apareixen al segle xiii a l'obra Libro de axedrez, dados e tablas, d'Alfons X de Castella.

## Regles
El tauler està format per quatre quadrats posats de manera que en formen un altre de més gran, tots ells amb les diagonals i les meitats horitzontal i vertical marcades. A més calen 24 peces, 12 d'un color i 12 d'un altre.
Es comença amb les peces posades com indica la figura. Alternativament, els jugadors mouen una de les seves peces a una posició buida adjacent, unida per una recta. En lloc de moure, també podem capturar. Es fa amb un salt curt sobre una peça contrària, la qual traurem del tauler. Les captures es poden encadenar, sempre amb la mateixa peça inicial. En segons quina versió de les regles és obligatori capturar. Així, si en el nostre torn no ho fem, l'oponent té el dret de bufar-nos la peça amb què ho haguessim pogut fer, que es retira del joc.
Guanya qui captura totes les peces de l'oponent o li impedeix moure-les.

## Variants
L'alquerc ha donat lloc a un gran nombre de variants, com el fetach marroquí o el terhüchü indi, ambdós amb taulers quadrats com els de l'alquerc original, l'awithlaknannai dels indis zuni de Nou Mèxic, amb un tauler rectangular, o el perali kotuma de Ceilan.
Altres variants, com el srand o dahmet sahrauí i el dablot prejjesne lapó, són derivacions més complexes, amb tres tipus de fitxes en el segon cas o restriccions de moviment i coronament de les fitxes que arriben a l'extrem oposat (com a les dames) en el primer cas.